# Studio Mir
Studio Mir Co., Ltd. (кор. 주식회사 스튜디오 미르, Jusikhoesa Seutyudio Mileu) — южнокорейская анимационная студия, располагающаяся в Сеуле.

## История
Студия основана в 2010 году и названа в честь советской космической станции «Мир», что означает, что компания зародилась из «духа прогресса посредством сотрудничества». На момент основания в студии работало всего 20 сотрудников.
Первой работой компании стал мультипликационный фильм «Легенда о Корре», который вышел в эфир на американском кабельном канале Nickelodeon. Также студия участвовала в производстве четвёртого сезона сериала «Гетто», сериала Netflix «Дьявол может плакать», «Вольтрон: Легендарный защитник» и «Кипо и Эра Чудесных Зверей», а также таких фильмов: «По ту сторону океана», «Смерть Супермена» и «Mortal Kombat Legends: Scorpion’s Revenge».

## Фильмография

### Анимационные сериалы
| Год       | Название                       | Совместное производство                                   | Телеканал   | Прим.                                   |
| --------- | ------------------------------ | --------------------------------------------------------- | ----------- | --------------------------------------- |
| 2012-2014 | Легенда о Корре                | Ginormous Madman Productions Nickelodeon Animation Studio | Nickelodeon | анимации для серий: 1-12, 19-20 и 22-52 |
| 2012      | Чёрный динамит                 | Ars Nova Entertainment                                    | Adult Swim  | анимация для 5 серии                    |
| 2014      | Гетто                          | Sony Pictures Television                                  | Adult Swim  | анимация для 4 сезона                   |
| 2016-2018 | Вольтрон: Легендарный защитник | DreamWorks Animation Television World Events Productions  | Netflix     |                                         |
| 2017      | ЛЕГО Эльфы: Тайны Эльфендейла  | LEGO Group                                                | Netflix     |                                         |
| 2019      | Юная Лига Справедливости       | Warner Bros. Animation DC Comics                          | DC Universe | анимация для 12 и 16 серий              |
| 2020      | Кипо и Эра Чудесных Зверей     | DreamWorks Animation Television                           | Netflix     |                                         |
| 2021      | DOTA: Кровь дракона            | Netflix Animation Valve                                   | Netflix     |                                         |
| 2022      | Лукизм                         |                                                           | Netflix     |                                         |
| 2023      | Мои приключения с Суперменом   | Warner Bros. Animation DC Entertainment                   | Adult Swim  | анимация                                |
| 2025      | Дьявол может плакать           | Capcom                                                    | Netflix     | анимация                                |

### Анимационные фильмы
| Год  | Название                                  | Совместное производство                        | Прим.       |
| ---- | ----------------------------------------- | ---------------------------------------------- | ----------- |
| 2016 | По ту сторону океана                      | Beijing Enlight Media Biantian (Beijing) Media |             |
| 2018 | Смерть Супермена                          | Warner Bros. Animation DC Comics               |             |
| 2020 | Mortal Kombat Legends: Scorpion’s Revenge | Warner Bros. Animation                         |             |
| 2021 | Бэтмен: Душа дракона                      | Warner Bros. Animation DC Comics               |             |
| 2021 | Ведьмак: Кошмар волка                     |                                                | [ 4 ] [ 5 ] |